# Dennis Dourandi
Dennis Dourandi (Kaélé, 1983. február 8.) kameruni labdarúgó. A kameruni labdarúgó-válogatottban egyszer lépett pályára.